# Ferdinand Kiefler
Ferdinand Kiefler (Vienna, 4 agosto 1913 – Erftstadt, 13 gennaio 1945) è stato un pallamanista austriaco.

## Palmarès

### Olimpiadi
- Argento a Berlino 1936 nella pallamano.